# Amsacta roseicostis
Amsacta roseicostis là một loài bướm đêm thuộc phân họ Arctiinae, họ Erebidae.